# La Pedriza

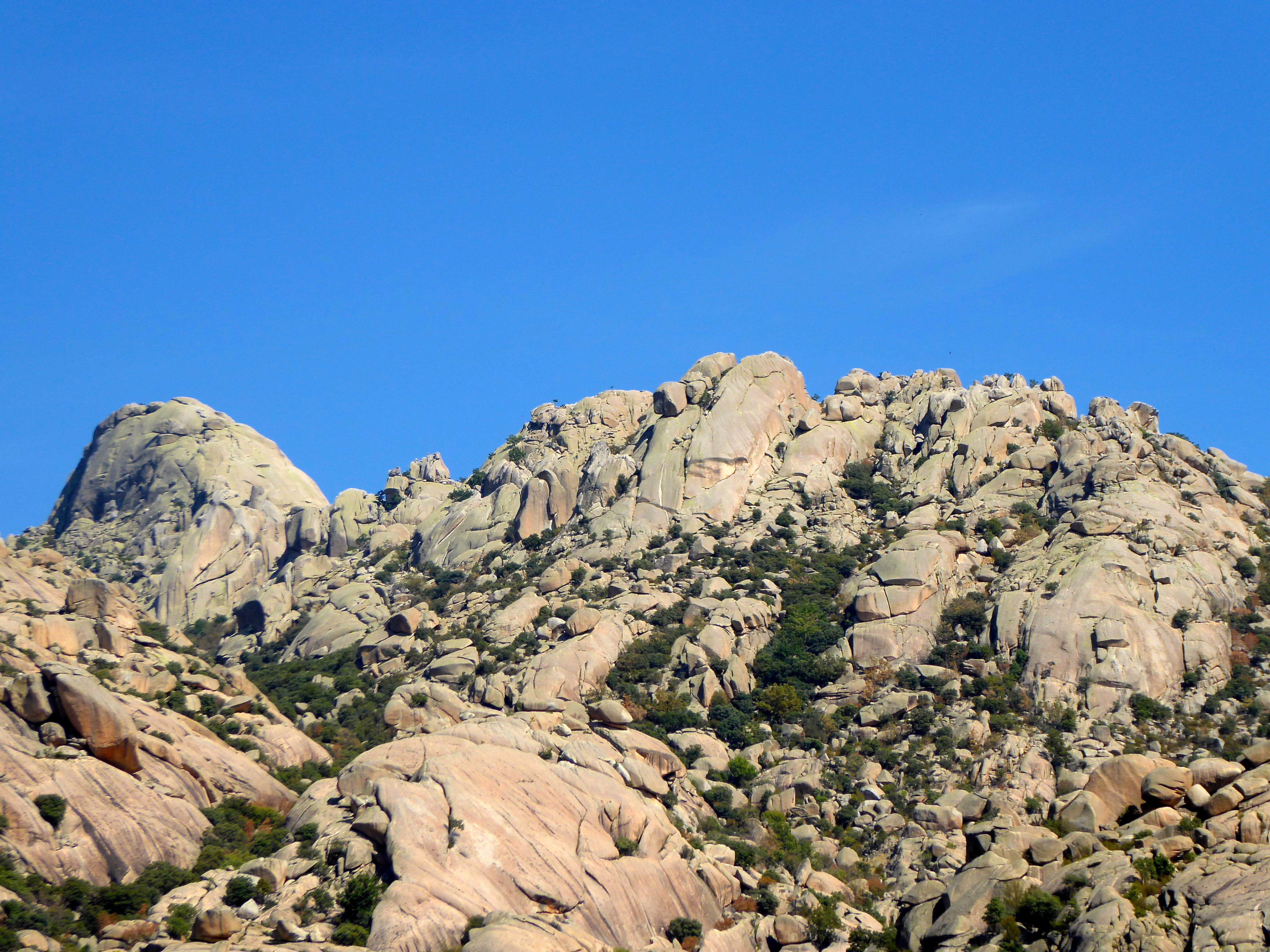
Vue de La Pedriza.

La Pedriza est une formation granitique située dans le massif de la Sierra de Guadarrama au nord-ouest de la Communauté de Madrid. Par sa masse, c'est l'une des plus importantes en Europe.
Le lieu est notamment connu des Madrilènes pour la pratique de l'escalade.